# Luigi Boccherini
Luigi Rodolfo Boccherini (Luca, 19 de Fevereiro de 1743 - Madrid, 28 de maio de 1805) foi um compositor e violoncelista italiano da era clássica cuja música manteve um estilo cortês e galante devido ao seu amadurecimento ter ocorrido um pouco distante dos grandes centros musicais europeus. Boccherini é mais conhecido por um particular minueto de seu Quinteto de Cordas em Mi, Op. 11, No. 5 (G 275), e pelo Concerto para Violoncelo em Si bemol maior (G 482). Esse último trabalho ficou muito conhecido na versão bastante alterada pelo prolífico violoncelista e arranjador alemão Friedrich Grützmacher, mas recentemente foi restaurado para a versão original. Boccherini compôs várias quintetos com violão, incluindo o "Fandango", que foi influenciado pela música espanhola. Sua biógrafa Elisabeth Le Guin observou entre qualidades musicais de Boccherini "uma repetitividade surpreendente, uma afeição por passagens estendidas com texturas fascinantes, mas praticamente nenhuma linha melódica, uma obsessão com a dinâmica suave, um ouvido único para sonoridade, e uma invulgarmente rica paleta de introversão e de afeto triste."

## Biografia
Boccherini nasceu em Lucca, Itália, em uma família musical. Quando jovem, ele foi enviado por seu pai, um violoncelista e contrabaixista, para estudar em Roma. Em 1757, ambos foram para Viena, onde foram empregadas pelo tribunal como músicos no Burgtheater. Em 1761 Boccherini foi para Madrid, onde foi empregado pelo Infante Luis Antonio da Espanha, o irmão mais novo do rei Carlos III. Lá, ele floresceu sob o patrocínio real, até que um dia, quando o rei expressou sua desaprovação a uma passagem de um novo trio e ordenou a Boccherini sua modificação, o compositor, sem dúvida irritado, dobrou a passagem, e foi imediatamente demitido. Em seguida, acompanhou Don Luis de Arenas a San Pedro, uma pequena cidade nas montanhas de Gredos. Nessa cidade e na cidade de Candeleda, Boccherini escreveu muitas das suas obras mais famosas.
Boccherini passou por tempos difíceis após a morte de seu patrono espanhol, de duas mulheres e de duas filhas, morrendo quase na pobreza em Madrid no ano de 1805. Deixou dois filhos. Sua linha de sangue continua até hoje na Espanha. Ele foi sepultado na Pontifícia Basílica de São Miguel, em Madri.

## Obras
Grande parte de sua música de câmara segue modelos estabelecidos por Joseph Haydn, no entanto, a Boccherini é muitas vezes creditada a melhoria do modelo do quarteto de cordas de Haydn, trazendo o violoncelo à proeminência, ao passo que Haydn frequentemente o havia relegado para um papel de acompanhamento. Importante fonte para o estilo de Boccherini está presente nas obras de um famoso violoncelista italiano, Giovanni Battista Cirri, que nasceu antes de Boccherini e antes de Haydn, e na música popular espanhola.

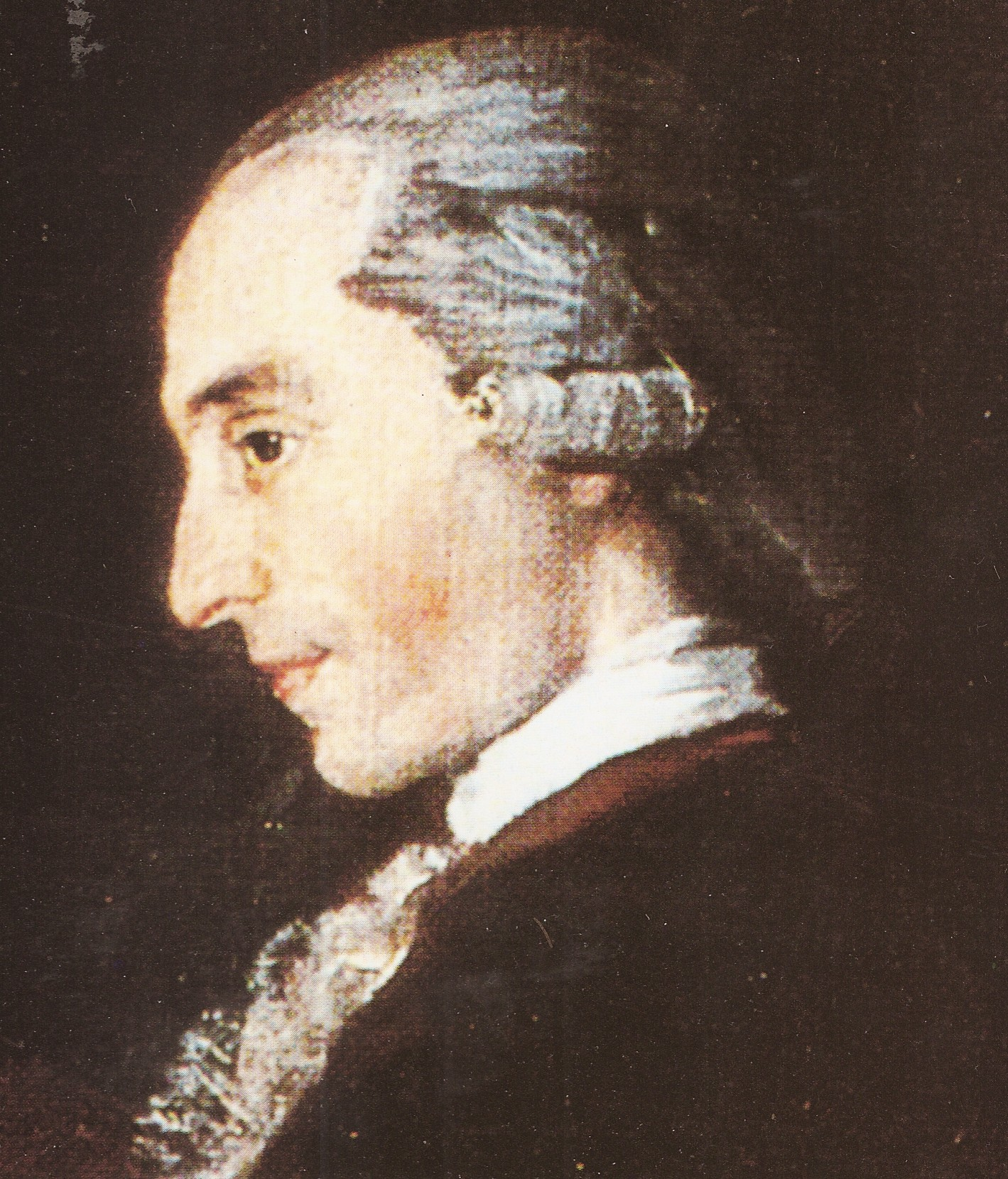
Luigi Boccherini (1783) retratado por Goya.

Como violoncelista virtuoso, Boccherini tocava frequentemente o repertório de violino no violoncelo, à primeira vista, uma habilidade que ele desenvolveu, substituindo  violinistas doentes enquanto viajava. Este domínio supremo do instrumento trouxe muitos elogios de seus contemporâneos (nomeadamente Pierre Baillot, Pierre Rode, e Bernhard Romberg) e é evidente nas peças para violoncelo que compôs (em particular nos quintetos para dois violoncelos, tratados muitas vezes como concertos para violoncelo com acompanhamento de quarteto de cordas).
Ele escreveu uma grande quantidade de música de câmara, incluindo mais de cem quintetos de cordas para dois violinos, viola e dois violoncelos (um tipo do qual ele foi pioneiro, em contraste com a formação que foi posteriormente mais comum que conta com dois violinos, duas violas e um violoncelo); uma dúzia de quintetos para violão (dos quais a maioria se perdeu); quase uma centena de quartetos de cordas, e sequências de trio-sonatas (incluindo, pelo menos, 19 para o violoncelo). Sua música orquestral inclui cerca de 30 sinfonias e 12  concertos virtuosísticos para violoncelo.
As obras de Boccherini foram catalogadas pelo musicólogo francês Yves Gérard (nascido em 1932) no catálogo Gérard, publicado em Londres (1969). Por isso, são organizados com os números de "G".
O estilo de Boccherini é caracterizado pelo típico charme, leveza e otimismo do Rococó. Apresenta muita invenção melódica e rítmica, juntamente com influências frequentes da tradição do violão de seu país de adoção, a Espanha.

## Resgate Contemporâneo
Negligenciadas depois de sua morte - desdenhadas, pois chamavam Boccherini, de brincadeira, como a "Esposa de Haydn" , ao longo do século XIX - suas obras vêm ganhando mais reconhecimento desde o final do século 20, nas cópias, nas gravações e nas salas de concertos. Seu célebre minueto (Quinteto de Cordas em Mi, Op. 11, No. 5 (G 275)) foi popularizado através do seu uso no filme "O Quinteto da Morte". Sua famosa "Musica notturna delle strade di Madrid" (Música noturna das ruas de Madri) (Quinteto de Cordas em C Maior, Op 30 No. 6, G324), tornou-se popular através do seu uso frequente em filmes como Master and Commander: The Far Side of the World. Suas composições para quinteto de cordas (dois violinos, uma viola, dois violoncelos), há muito esquecidos depois de sua morte, foram trazidos de volta à vida pelo Quinteto Boccherini na segunda metade do século 20, quando dois de seus membros fundadores descobriram um coleção completa da primeira edição dos 141 quintetos de cordas em Paris e então o grupo começou a tocá-los e gravá-los em todo o mundo. 

## Gravações
- Complete Symphonies, Vol. I–VII, Deutsche Kammerakademie Neuss, Johannes Goritzki, CPO 999401-2[5]
- Cello Concertos, Enrico Bronzi, Accademia I Filarmonici di Verona, Brilliant Classics 92618 (2005)[6]
- Complete Flute Quintets, Vol. I–III, Rafael Ruibérriz de Torres, Francisco de Goya String Quartet, Brilliant Classics 96074 (2021)[7]
- Guitar Quintets, Vol. I–III, Zoltán Tokos, Danubius String Quartet, Naxos 8.503255[8]
- String Quintets, Vol. I–X, La Magnifica Comunita, Enrico Casazza, violin, Brilliant Classics 92503, 92889, 93076, 93346, 93566, 93820, 93744, 94002, 93977, 94961 (2005–2011)[9]

## Mídia
A música de Boccherini é ouvida no longa-metragem de 2003 Master and Commander: The Far Side of the World.